# 22 Pułk Piechoty Honwedu
22 Pułk Piechoty Honwedu (HonvIR 22, HIR.22) – pułk piechoty królewsko-węgierskiej Obrony Krajowej.  
Pułk został utworzony w 1886 roku. Okręg uzupełnień – Târgu Mureș (węg. Marosvásárhely, niem. Neumarkt am Mieresch).
Kolory pułkowe: szary (niem. schiefergrau), guziki złote. Skład narodowościowy w 1914 roku 49% – Węgrzy, 46% – Rumunii. 
Komenda pułku oraz I i III bataliony stacjonowały w Marosvásárhely, natomiast II batalion w Erzsébetváros, dzielnicy Budapesztu.
W 1914 roku wszystkie bataliony walczyły na froncie wschodnim. Bataliony wchodziły w skład 75 Brygady Piechoty Honwedu należącej do 38 Dywizji Piechoty Honwedu, a ta z kolei do XII Korpusu 2 Armii.

## Dowódcy pułku
- płk Arpad Schön (1914[3])